# Episode 3: 'Enjoy Poverty'
Episode III: Enjoy Poverty is een film uit 2008 van de Nederlandse kunstenaar Renzo Martens. De film ging in première als openingsfilm van het International Documentary Film Festival Amsterdam, werd vertoond op tal van internationale filmfestivals en uitgezonden op dertien verschillende televisiezenders. In 2009 won Martens de Vlaamse Cultuurprijs voor Film en in 2014 werd hij genomineerd voor de Artes Mundi-prijs.

## Synopsis
Gedurende twee jaar trekt Renzo Martens met een camera door de armste en gewelddadigste gebieden van het Congolese binnenland, want hier is de export van armoede het grootst. Op controversiële wijze start Martens een emancipatieprogramma waarin hij lokale gemeenschappen stimuleert om hun armoede te gelde te maken. Hij legt de lokale Afrikaanse fotografen uit dat het westen vooral schrijnende beelden wil zien. Beelden van hongerige kinderen, stervende rebellen en het gewetensussende werk van (westerse) humanitaire hulporganisaties. De hoopvolle Congolezen gaan meteen aan de slag tot op het moment waarop ze beseffen dat ze geen perskaart kunnen bemachtigen. Martens erkent de onoverkomelijke situatie van de armen en organiseert een feest om hun armoede te botvieren.  

## Kritische reflectie
De film is een studie omtrent de politieke stellingnames van hedendaagse westerse kunst, die vaak worden bejubeld, maar veelal ten koste zijn van een andere uitbuiting. Martens kritiseert dit aspect van de hedendaagse kunst, door het procedé te herhalen. Er wordt geen eenduidig standpunt ingenomen tegen het onrecht en de uitbuiting, maar de film ontvouwt zich als het punt van kritiek an sich en refereert daarom enkel naar zichzelf.

## Prijzen en nominaties
2013
- Cultuurfonds Documentaire Stipendium, Prins Bernhard Cultuurfonds, Nederland

2010
- Stimulans prijs van het Nederlands Filmfonds, Nederland

2009
- Doctape Award, RIDM, Montréal, Canada
- Vlaamse Cultuurprijs voor Film
- Hot Docs International Film Festival Canada, nominatie
- Silverdocs Film Festival, Washington DC, US, nominatie
- Hors Pistes, Centre Pompidou, Frankrijk, nominatie

## Vertoningen (selectie)

### Tentoonstellingen
2014
- Sydney Biennale, Sydney, Australia
- ZKM, Karlsruhe, Duitsland
- The BOX, Los Angeles, VS

2013
- Moscow Biennal, Moskou, Rusland
- Walker Art Center, Minneapolis, VS
- Haus am Waldsee, Berlijn, Duitsland
- Nikolaj Kunsthal, Kopenhagen, Denemarken

2012
- Kenderdine Art Gallery, Saskatoon, Canada
- Sligo, Ierland

2011
- Kunsthalle Goteborg, Goteborg, Zweden
- Kunsthalle Charlottenburg, Kopenhagen, Denemarken
- Foam, Amsterdam, Nederland
- Le bal, Parijs, Frankrijk
- Hart House, Toronto, Canada
- Nomas Foundation, Rome, Italië

2010
- Stedelijk Museum, Amsterdam, Nederland
- 6th Berlin Biennale for Contemporary Art, Berlijn, Duitsland
- Witte de With, Rotterdam, Nederland
- Museu Colecção Berardo, Lissabon, Portugal
- Tate Modern, Londen, Verenigd Koninkrijk

2009
- Wilkinson Gallery, London, Verenigd Koninkrijk
- Van Abbe Museum, Eindhoven, Nederland
- De Hallen, Haarlem, Nederland
- Espace d' Art Contemporain La Tollerie, Clermond Ferrand, Frankrijk
- Abington Art Center, (curated by Sue Spaid), Philadelphia, VS
- Pavilion, Bucharest, Hongarije

2008
- Stedelijk Museum Bureau, Amsterdam, Nederland
- Manifesta 7, Rovereto, Italië
- Galeria Vermelho, Sao Paulo, Brazilië
- Württembergischer Kunstverein, Stuttgart, Duitsland
- De Appel, Amsterdam, Nederland

### Festivals
- CPH:Dox, Copenhagen
- Anasy Festival, Abu Dhabi
- Filmfestival, Guadalajara
- Leeds Filmfestival, Leeds
- Atlantic Mirror, Rio de Janeiro
- One World Filmfestival, Bukarest
- Prirzen Docufest, Kosovo
- Salem Filmfestival
- Tarifa African filmfestival
- Vermont Filmfestival
- Jersey Amnesty Filmfestival
- Doc Lounge Sweden Docpoint
- Helsinki International Filmfestival
- Guadalajara Filmfestival
- Raccontare el Vero, Parma
- Aarhus Filmfestival
- African Filmfestival, Milan
- Bergen Filmfestival
- Nederlands Filmfestival, Utrecht
- Jerusalem Filmfestival
- Talinn Black Nights Filmfestival
- New Zealand filmfestival
- Planet Doc review, Warzawa
- Docville festival, Leuven
- Alba International Filmfestival
- Dockenama, Maputo
- MiradasDoc, Tenerife
- Rencontres Internationales du Film Documentaire, Montreal
- Planet Doc review, Warzawa
- DocHouse, London
- SilverDocs, Washington DC
- HotDocs, Toronto
- Thessaloniki Documentary Filmfestival, Thessaloniki
- IDFA, Amsterdam

### Televisie
- VPRO, Nederland
- VRT, België
- Al Jazeera, Qatar
- SVT, Zweden
- YLE, Finland,
- NRK tv, Noorwegen
- ORF, Duitsland
- DBS Satellite Israel
- TV2, Africa